# Spoorlijn Esbjerg - Struer
De spoorlijn Esbjerg - Struer (Deens: Den vestjyske længdebane) is een noord-zuidverbinding op het schiereiland Jutland in Denemarken.

## Geschiedenis
De spoorlijn werd geopend door de Danske Statsbaner (DSB) tussen 1866 en 1875.

## Huidige toestand
De lijn is enkelsporig en niet geëlektrificeerd. Sinds 15 december 2002 wordt de lijn geëxploiteerd door Arriva Danmark A/S. Alleen het gedeelte tussen Holstebro en Struer wordt nog bediend door de DSB.

## Aansluitingen
In de volgende plaatsen is of was er een aansluiting op de volgende spoorlijnen:
Esbjerg
Lunderskov - Esbjerg
Varde
Varde - Grindsted
Varde - Nørre Nebel (Vestbanen)
Tarm
Tarm - Nørre Nebel
Skjern
Skanderborg - Skjern
Skjern - Videbæk
Ringkøbing
Ringkøbing - Holstebro Syd
Vemb
Vemb - Lemvig (Lemvigbanen)
Holstebro
Holstebro - Vejle
Struer
Langå - Struer
Struer - Thisted (Thybanen)